# Veronica Mars
Veronica Mars es una serie de televisión estadounidense de misterio y drama creada por Rob Thomas. La serie se desarrolla en la ciudad ficticia de Neptuno, California, y está protagonizada por Kristen Bell como el personaje del mismo nombre. La serie se estrenó el 22 de septiembre de 2004, durante los dos últimos años en United Paramount Network, y terminó el 22 de mayo de 2007, después de una temporada en The CW, que se emitió durante un total de tres temporadas. Veronica Mars fue producida por Warner Bros. Television, Silver Pictures Television, Stu Segall Productions, y Rob Thomas Productions. Joel Silver y Rob Thomas fueron productores ejecutivos en toda la serie, mientras que Diane Ruggiero fue promovida en la tercera temporada.
Verónica Mars es una estudiante que avanza de la escuela secundaria a la universidad mientras trabaja como investigadora privada bajo la tutela de su padre detective. En cada episodio, Verónica resuelve un caso independiente diferente mientras trabaja para resolver un misterio más complejo. Las dos primeras temporadas de la serie tuvieron cada una un arco de misterio de una temporada, introducido en el primer episodio de la temporada y resuelto en el final de la temporada. La tercera temporada tomó un formato diferente, centrándose en arcos de misterio más pequeños que durarían el curso de varios episodios.
Thomas escribió inicialmente Veronica Mars como una novela para adultos jóvenes, que presentaba a un protagonista masculino; él cambió el género porque pensó que una obra noir contada desde un punto de vista femenino sería más interesante y original. El rodaje comenzó en marzo de 2004, y la serie se estrenó en septiembre con 2.49 millones de espectadores estadounidenses. La primera temporada de 22 episodios, aclamada por la crítica, obtuvo un promedio de 2.5 millones de espectadores por episodio en los Estados Unidos. La serie apareció en una serie de mejores listas de televisión de otoño, y obtuvo varios premios y nominaciones. Durante la duración de la serie, fue nominado a dos Satellite Awards, cuatro Saturn Awards, cinco Teen Choice Awards y se presentó en los programas de televisión del año de AFI para 2005.
Tras la cancelación de la serie, Thomas escribió un guion de un largometraje que continuaba la serie. Warner Bros. optó por no financiar el proyecto en ese momento. El 13 de marzo de 2013, Bell y Thomas lanzaron una campaña de recaudación de fondos para producir la película a través de Kickstarter y lograron la meta de $2 millones en menos de once horas. Ellos acumularon más de $5.7 millones a través de Kickstarter. La película se estrenó el 14 de marzo de 2014. En septiembre de 2018, Hulu confirmó una serie limitada de ocho episodios, que se estrenará el 19 de julio de 2019.
En noviembre de 2019 Hulu anunció que la serie no sería renovada para una quinta temporada.

## Sinopsis

### Primera temporada
La trama se desarrolla en la ficticia Neptune (California), una ciudad donde no existe la clase media: o se es rico o se trabaja para ellos.
En esta ciudad de contrastes encontraremos a Verónica Mars, nuestra protagonista, que verá cómo su existencia cambia inimaginablemente de la noche a la mañana.
Todo empieza cuando el cadáver de su mejor amiga, Lilly Kane, es encontrado con síntomas de violencia junto a la piscina de su mansión. Tras el trágico incidente, el padre de Verónica, sheriff local, no tarda en acusar al propio padre de la víctima (el millonario Jake Kane) de su asesinato.
La obsesión de Keith por incriminar a Jake a pesar de no poseer prueba alguna de su culpabilidad levantará una gran polémica que acabará con su destitución como sheriff local.
Además, la presión de la elitista sociedad de Neptune provocará la separación del matrimonio Mars; y es que la madre de Verónica, incapaz de aguantarla, abandonará a marido e hija.
Por si todo ello fuera poco, Verónica verá cómo de un día para otro pasa de ser una de las personas más populares del Instituto a convertirse en el centro de todas las burlas de sus compañeros. Además, su novio (y hermano de Lilly), Duncan, la dejó días antes de que todo ocurriera sin mediar explicación alguna.
Meses más tarde, encontramos a Keith Mars con su propia agencia de investigación privada ("Mars Investigations"), en la que contará con la inestimable ayuda de su hija Verónica, que compaginará sus estudios y el trabajo en la agencia con la investigación independiente del caso de la familia Kane.
A lo largo de la temporada, Verónica conseguirá nuevas pistas e indicios que la acercarán a resolver el asesinato.
Además, ayudará a sus compañeros de instituto con problemas que requerirán de su talento e ingenio para la investigación.
Al ser marginada de la sociedad por apoyar a su padre, Verónica contará con muy pocos amigos, limitándose estos a Wallace (Percy Daggs III), el chico nuevo del instituto, Mac (Tina Majorino), una auténtica experta en ordenadores, y Meg (Alona Tal), del equipo de animadoras.
Por si fuera poco, durante el mismo transcurso del curso escolar, cambios dramáticos sucederán en la vida amorosa de Verónica: empieza a salir con el amigo de Duncan, Troy Vandergraff (Aaron Ashmore), con el que, después de descubrir algunos detalles escabrosos de su vida, decidirá romper la relación.
Más tarde, Verónica conocerá a Leo, un policía tres años mayor que ella, pero su relación no durará mucho, aunque seguirán como amigos.
En el terreno amoroso, y siendo una de las parejas que arrastran un mayor número de seguidores, también se resolverá la tensión entre Verónica y Logan Echolls (antiguo novio de Lilly), cuya relación (muy accidentada) evolucionará desde su punto inicial como némesis a algo más.

### Segunda temporada
Después de haber descubierto al verdadero asesino de Lilly, la vida de Verónica cambia por completo, y es que no solo retomará su antigua relación con Duncan Kane, sino que verá como poco a poco irá recuperando su antigua vida.
Sin embargo, su apacible y normal existencia como estudiante y trabajadora a tiempo parcial como camarera se verá rápidamente truncada por nuevos y misteriosos acontecimientos, que requerirán, de nuevo, de su talento para la investigación. El más importante de todos ellos, será el de la caída de un autobús de su propio instituto por un precipicio, lo que acarreará la muerte de muchos de sus compañeros. Pronto, el espectador y la propia Verónica empezarán a sospechar de que quizás el accidente no fue tal.
En esta temporada nuevas caras se unen al talentoso elenco principal. Entre ellas, las de Ryan Hansen (Dick Casablancas), Kyle Gallner (Cassidy "Beaver" Casablancas) y Tessa Thompson (Jackie Cook).

### Tercera temporada
El 16 de mayo de 2006, se anunció que Veronica Mars volvería a la televisión, en octubre, en el nuevo canal estadounidense The CW Network. Rob Thomas, el creador de la serie, dijo que, en vez de un gran misterio, habrá tres principales, con un desenlace antes de que el otro empiece.
Recientemente, la serie ha recibido una temporada completa de 20 episodios. De estos episodios, se sabe que los 9 primeros engloban el primer misterio.
La tercera temporada empieza con Verónica asistiendo a su primera clase en la prestigiosa universidad Hearst, en Neptune. Hacen su aparición personajes ya conocidos como Wallace Fennel, Logan Echolls, Cindy "Mac" Mackenzie, Eli "Weevil" Navarro y el sheriff Don Lamb.
En esta temporada aparecen nuevos personajes como Parker Lee y Stosh "Piz" Piznarski. La auténtica Patricia Hearst se interpreta a sí misma.
El primer misterio de la temporada trata de una serie de violaciones ocurridas en la universidad de Hearst. El violador comete el crimen y además rapa la cabeza a sus víctimas. Por desgracia, una de las víctimas es Parker, y Verónica se decide a investigar el caso al ver la pasividad de la dirección de la Universidad ante el tema.
El segundo misterio trata de suicidio/asesinato del decano O'Dell, Verónica junto con Keith Mars resolverán este caso.
El tercer misterio y final de la temporada (y de la serie) estará en averiguar quién ha puesto una cámara para grabar la intimidad amorosa de Verónica con su novio Piz.

## Reparto
La primera temporada tuvo siete personajes principales. Kristen Bell interpretó a Veronica Mars, una estudiante de secundaria y detective privada calificada. Teddy Dunn interpretó a Duncan Kane, el exnovio de Verónica y al hermano de Lilly. Jason Dohring interpretó a Logan Echolls, un actor de primer nivel. Percy Daggs III interpretó a Wallace Fennel, el mejor amigo de Verónica y socio frecuente en la resolución de misterios. Francis Capra interpretó a Eli «Weevil» Navarro, El líder de la pandilla PCH Biker y el amigo de Verónica. Enrico Colantoni interpretó al padre de Verónica, Keith Mars, a private investigator and former Balboa County Sheriff. Sydney Tamiia Poitier interpretó a Mallory Dent, profesora de periodismo de Verónica en Neptune High. Aunque recibió facturación como personaje principal de la serie, Poitier apareció en solo cuatro episodios, pero se le dio crédito por siete. Se rumoreaba que la eliminación de Poitier de la serie se debía a cuestiones presupuestarias.
Thomas, quien dijo que «concibe la serie como un misterio de un año», decidió que necesitaba introducir y eliminar a varios personajes para poder crear un «misterio igualmente fascinante» para la segunda temporada de la serie. Thomas sintió que no podía devolver a los Kanes y los Echoll y «hacer que todos se involucren en un nuevo misterio»; necesitaba «sangre nueva». La segunda temporada vio la introducción de Tessa Thompson como Jackie Cook, un interés romántico de Wallace e hija de un famoso jugador de béisbol. Los personajes recurrentes anteriores Dick Casablancas y Cassidy «Beaver» Casablancas fueron ascendidos a principales. Dick, interpretado por Ryan Hansen, fue un gran amigo de Logan, mujeriego y ex matón de la escuela secundaria convertido en un chico de fraternidad. Kyle Gallner interpretó a «Beaver», el introvertido hermano menor de Dick. Dunn, quien interpretó a Duncan Kane, abandonó la serie a mediados de la temporada, aunque fue acreditado como miembro del reparto principal durante el resto de la temporada. Thomas explicó que el triángulo amoroso Logan-Veronica-Duncan había seguido su curso, y para mantener la serie fresca, tendría que haber «otros tipos en su vida». Él atribuyó la eliminación de Dunn al interés de los fanáticos que dominan la relación entre Logan y Verónica, diciendo que «quedó claro que un pretendiente ganó».
La tercera temporada presentó dos nuevos personajes principales, Parker Lee y Stosh «Piz» Piznarski. Julie Gonzalo interpretó a Parker, el compañero de habitación extrovertido de Mac en Hearst College y «todo lo que Mac no es». Piz, interpretado por Chris Lowell, fue compañero de cuarto de Wallace en Hearst College y amante de la música con su propio programa de radio en el campus. Piz fue nombrado después del director del piloto, Mark Piznarski. El rol del personaje era tener otro amigo masculino para Verónica que era de clase media y no de clase alta. Thomas usó el programa de radio como un dispositivo narrativo para capturar el estado de ánimo de la universidad. Cindy «Mac» Mackenzie y Don Lamb, fueron personajes recurrentes en las dos primeras temporadas, se ascendieron a principales. Mac, interpretada por Tina Majorino, era una experta en informática y se hizo amiga de Verónica. Lamb, interpretado por Michael Muhney, fue el alguacil del condado de Balboa que ganó el cargo de Keith en la elección de destitución.

## Episodios
| Temporada | Temporada | Episodios | Episodios | Lanzamiento original     | Lanzamiento original | Lanzamiento original |
| Temporada | Temporada | Episodios | Episodios | Primera emisión          | Última emisión       | Cadena               |
| --------- | --------- | --------- | --------- | ------------------------ | -------------------- | -------------------- |
|           | 1         | 22        | 22        | 22 de septiembre de 2004 | 10 de mayo de 2005   | UPN                  |
|           | 2         | 22        | 22        | 28 de septiembre de 2005 | 9 de mayo de 2006    | UPN                  |
|           | 3         | 20        | 20        | 3 de octubre de 2006     | 22 de mayo de 2007   | The CW               |
|           | 4         | 8         | 8         | 26 de julio de 2019      | 26 de julio de 2019  | Hulu                 |

## Producción

### Concepción
Rob Thomas escribió originalmente Veronica Mars como una novela para adultos jóvenes para la compañía editorial Simon & Schuster. Antes de su primer trabajo en televisión en Dawson's Creek, Thomas vendió dos ideas novedosas. Uno de ellos fue provisionalmente titulado Untitled Rob Thomas Teen Detective Novel, que formó la base de la serie. La novela tenía muchos elementos similares a los de Veronica Mars, aunque el protagonista era masculina. El padre de Thomas era subdirector en Westlake High School cerca de Austin, Texas, y el personaje principal asistió a una «versión ligeramente disfrazada» de la escuela. Cuando Thomas comenzó a escribir para cine y televisión, no retomó su idea de detective adolescente durante varios años. Escribir una novela podría tomar meses para Thomas, mientras que un guion de televisión solo tomó varias semanas. Sabiendo que los guiones de televisión pagaban más, Thomas escribió la versión de televisión del proyecto de detectives adolescentes como un guion especulativo antes de que se convirtiera en una novela. Como ningún estudio o cadena le había pedido que lo escribiera, y no le pagarían a menos que se vendiera, Thomas dijo que «para mí nunca fue un proyecto muy apremiante». Jugueteando de vez en cuando, Thomas escribió notas del proyecto un año antes de que empezara a escribir el guion de televisión. La mayoría de sus ideas originales llegaron al guion, pero algunas cambiaron drásticamente. Thomas quería usar flashbacks, y tuvo que acortar la línea de tiempo para que el asesinato pudiera ocurrir en un tiempo reciente. Thomas cambió el género del protagonista porque pensó que una obra noir contada desde un punto de vista femenino sería más interesante y única.

### Casting

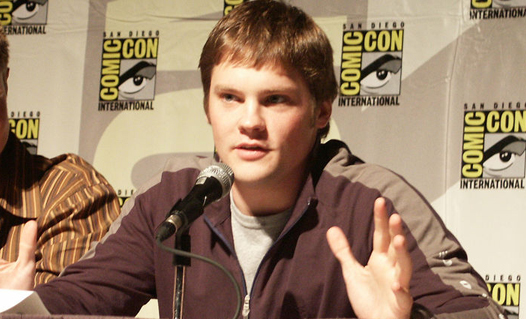
Teddy Dunn, quien interpretó a Duncan Kane, originalmente audicionó para el papel de Logan.

Kristen Bell fue elegida para interpretar a Verónica Mars entre más de 500 mujeres que audicionaron para el papel. Bell sintió que fue «solo suerte» que Rob Thomas vio que «I have some sass to me, y eso es exactamente lo que él quería». Bell pensó que eran sus miradas de porrista y la actitud de una extraña lo que la diferenciaba de las otras mujeres que audicionaban. Jason Dohring, quien interpretó a Logan Echolls, originalmente hizo una audición para el papel de Duncan Kane. Teddy Dunn originalmente hizo una audición para Logan, pero terminó interpretando a Duncan Kane. Dohring sintió que su audición para Duncan «era un poco oscura», y los productores le dijeron que «realmente no estaba bien». Los productores le pidieron a Dohring que leyera el papel de Logan. Dohring actuó una escena del piloto, en la que destrozó los faros de un automóvil con una palanca. Durante las audiciones finales, Dohring leyó dos veces con Bell y se reunió con el estudio y la cadena. Al leer con Bell, Dohring actuó toda la escena como si la hubiera violado, y trató de darle al personaje un sentimiento malvado y divertido. En el momento de la audición de Dohring para Logan, el personaje solo iba a ser una estrella invitada en el piloto.
Percyaudicionó para el papel de Wallace Fennel dos veces antes de ser elegido, y tuvo que pasar por tres pruebas con los ejecutivos del estudio y de la cadena. Durante su primera audición, Daggs leyó cuatro escenas del piloto. Justo antes de su prueba de estudio, Daggs leyó con Bell y tuvo «una gran conversación». Dijo que ella «me hizo sentir cómoda con la audición» y fue una de las principales razones por las que se sintió más cómodo interpretando a Wallace a medida que avanzaba la temporada. Thomas describió a Amanda Seyfried, quien interpretó a Lilly Kane, como «la mayor sorpresa del año». Al ser seleccionada como una principal, pudo ver a los mejores actores de la ciudad, principalmente porque todos querían tener un papel principal. Al elegir a Lilly Kane, que solo aparecería de vez en cuando como «la chica muerta», Thomas no recibió el mismo nivel de actores. Thomas dijo que él «nunca había tenido una audición más cortada y seca» que él con Seyfried. Dijo que ella era «unas 100 veces mejor que cualquier otra persona que vimos, era simplemente espectacular». Continuó diciendo que ella terminó siendo tan buena en la serie que la usó tres o cuatro veces más de lo que inicialmente había planeado.

## Cancelación, película y continuación

### Continuación
El 21 de agosto de 2018, se informó que Hulu estaba planeando una continuación de ocho episodios de Veronica Mars con Kristen Bell regresando en el papel principal y el creador de la serie Rob Thomas también. El 6 de septiembre de 2018, se informó que la producción comenzará en octubre de 2018 y continuará hasta marzo de 2019 en Los Ángeles. Diane Ruggiero y Dan Etheridge regresarán como productores ejecutivos. La trama girará en torno a un asesino en serie en Neptune. El 20 de septiembre de 2018, Hulu confirmó oficialmente el resurgimiento y anunció que se estrenaría en 2019. Junto con Thomas y Ruggiero, el equipo de redacción está compuesto por Heather V. Regnier, David Walpert, Raymond Obstfeld, y el exjugador de la NBA y autor Kareem Abdul-Jabbar. Bell dijo que la serie limitada «será más oscura, más grande y más cinematográfica, un poco diferente» en comparación con la serie original. Thomas declaró que la serie limitada se llevará a cabo cinco años después de la película y «llevará a Veronica Mars de vuelta a sus raíces extremas de un Sureste de California noir» y dice que es «Un gran caso [...] Este es una serie de detectives».
Junto a Bell, los miembros del elenco que regresan incluyen a Jason Dohring (Logan Echolls), Enrico Colantoni (Keith Mars), Percy Daggs III (Wallace Fennel), Francis Capra (Eli «Weevil» Navarro), Ryan Hansen (Dick Casablancas), Max Greenfield (Leo D'Amato), Daran Norris (Cliff McCormack), David Starzyk (Richard Casablancas), Adam Rose (Max) y Ryan Devlin (Mercer Hayes). Los nuevos personajes de la continuación incluyen a Dawnn Lewis, la nueva jefa de policía de Neptune; Kirby Howell-Baptiste como Nicole, la dueña de un club nocturno de Neptune; Patton Oswalt como Penn Epner, un repartidor de pizza y un fanático del crimen; Clifton Collins Jr. como Alonzo Lozano, un sicario de nivel medio para un cartel mexicano; Izabela Vidovic como Matty Ross, un adolescente que pierde a un ser querido por la violencia; J. K. Simmons como Clyde Prickett, un exconvicto trabajando como limpiador para Dick Casablancas; y Tyler Álvarez como Juan-Diego De La Cruz, miembro de la pandilla de motores de Pacific Coast Highway.

## Otros medios

### Novelas
Una serie de novelas, escritas por el creador de la serie Rob Thomas y Jennifer Graham, continúan la historia después de los eventos de la película Veronica Mars y también cuentan con Logan, Mac, Wallace y Dick. La primera novela, Veronica Mars: The Thousand Dollar Tan Line, fue lanzada por Random House el 25 de marzo de 2014, como un libro de bolsillo de Vintage Books (ISBN 978-0-8041-7070-3), un eBook (ISBN 978-0-8041-7071-0), y un audiolibro completo de Kristen Bell (ISBN 978-0-8041-9351-1). Presentó el regreso de la madre de Verónica, Lianne Mars. La segunda novela, Veronica Mars: Mr. Kiss and Tell, también publicada por Vintage Books, se publicó el 20 de enero de 2015. Thomas ha dicho en entrevistas que las novelas son canon, y no serían negadas por una futura película.

### Spin-off web
En enero de 2014, se anunció que se estaba desarrollando un spin-off digital de Veronica Mars con el creador Rob Thomas. El concepto de metaficción presenta a Ryan Hansen retratándose a sí mismo en un intento de hacer una escisión basada en su personaje Dick Casablancas. El 13 de agosto de 2014, se anunció que la serie web, titulado Play It Again, Dick, se estrenaría el 18 de septiembre de 2014 en el sitio web de contenido digital de The CW, CW Seed en segmentos de 8 episodios con una duración de 8–10 minutos por entrega. Otros miembros del elenco que regresan incluyen a Kristen Bell, Jason Dohring, Enrico Colantoni, Percy Daggs III, Daran Norris, Francis Capra, Chris Lowell y Ken Marino, quienes interpretaron a sus personajes de «Veronica Mars», así como versiones ficticias de sí mismos.